# Zbory Boże w Burkinie Faso
Zbory Boże w Burkinie Faso (ang. Assemblies of God in Burkina Faso) – największy protestancki kościół w Burkinie Faso. Ma charakter zielonoświątkowy i wchodzi w skład Światowej Wspólnoty Zborów Bożych. Zbory Boże w Burkinie Faso liczą ponad 1,3 mln wiernych, zrzeszonych w 4,8 tys. zborach.